# 東京灣岸道路
东京湾岸道路（日语：東京湾岸道路/とうきょうわんがんどうろ）是从千葉縣富津市到神奈川縣橫須賀市的繞行道路。简称“湾岸道路”或更简略的“湾岸”。本线路沿東京灣建设，由国道（包括國道357號线全线）组成，全长约160公里（km），途经京葉工業地帶区和京濱工業地帶的中心。

## 概述
本线路由用于中长距离移动的专用路段（高速公路）和用于中短途移动的一般段（普通公路）组成。由于这条道路在首都圈内同时具有放射状道路和环路的特点，故成为了支撑首都圈各地和东京市中心交通的大动脉。高速公路段除了橫濱橫須賀道路的部分路段之外全程为6车道，橫濱海灣大橋附近的普通道路截至2012年9月仍为临时2车道。
与此同时，并行的“第二东京湾岸道路”也正在筹划中。
东京湾岸道路中的首都高速湾岸线东京都区间（全长32km）于1987年8月10日被旧建设省和“道路之日”执行委员会评选为日本最佳的100条道路之一。

## 组成部分
- 高速公路部分
  - 千叶地区高速公路（候补路线：千叶市-富津市）
  - 東關東自動車道(11.6 km)
  - 首都高速灣岸線（62.1 km）
  - 橫濱橫須賀道路（21.2 km）
- 普通公路部分
  - 千叶县道90号木更津富水线
  - 国道16号
  - 国道14号
  - 国道357号

## 脚注
1. ↑  「日本の道100選」研究会. 国土交通省道路局（監修） , 编. . ぎょうせい. 2002-06-20: 9. ISBN 4-324-06810-0.